# Lagrange (Ohio)
Lagrange é uma vila localizada no estado norte-americano de Ohio, no Condado de Lorain.

## Demografia
Segundo o censo norte-americano de 2000, a sua população era de 1815 habitantes.
Em 2006, foi estimada uma população de 1963, um aumento de 148 (8.2%).

## Geografia
De acordo com o United States Census Bureau tem uma área de 4,6 km², dos quais 4,6 km² cobertos por terra e 0,0 km² cobertos por água. Lagrange localiza-se a aproximadamente 258 m acima do nível do mar.

## Localidades na vizinhança
O diagrama seguinte representa as localidades num raio de 16 km ao redor de Lagrange.